# احتياطي المصرف

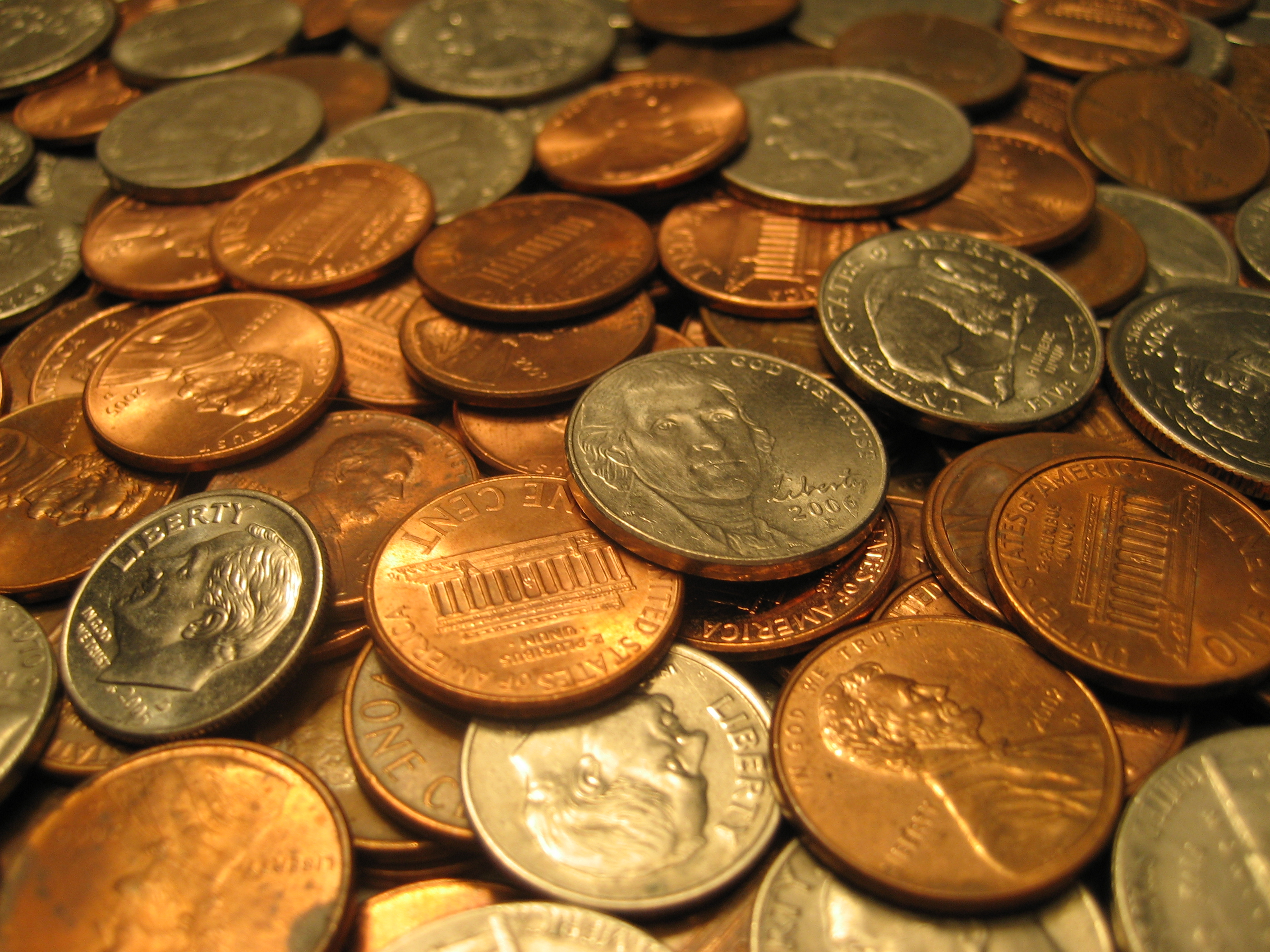

احتياطي المصرف (بالإنجليزية: Bank reserves)‏ هي حيزات المصرف من الودائع مع مصارفها المركزية (مثل البنك المركزي الأوروبي أو الاحتياطي الفدرالي)، إلى جانب النقود التي تحتفظ بها في خزائنها. بعض المصارف المركزية لبعض البلدان تحدد القدر الأدنى من قيمة الاحتياطي. حتى في حال عدم وجود هذا القدر الأدنى، من المحبذ أن تمتلك البنوك قدرا أدنى من الاحتياطي تحسبا للتقلبات.
يمكن تعريف احتياطي المصرف أيضًا بأنه نسبة تفرض على الودائع من قبل البنك المركزي على البنوك لحماية أصحاب الودائع من إفلاس هذه البنوك في المستقبل من ناحية احترازية، ومن ناحية أخرى تستخدم هذه النسبة التحكم في الاقتصاد وكمية النقد في الأسواق عن طريق زيادة النسبة أو تقليلها.
تعتبر إحدى الأدوات التي تستطيع الدولة السيطرة بها على كمية النقد في الأسواق بواسطة البنك المركزي، فإذا أرادت الدولة تشجيع الاستثمار أو تقليل قيمة العملة محليا تعمل على تخفيض هذه النسبة مما يؤدي الزيادة كمية النقد في البنوك فتستطيع الأخيرة على إعطاء كمية أكبر من القروض للأفراد، وبتالي زيادة النقود في الأسواق فتزيد القوة الشرائية في الأسواق فتنخفض قيمة العملة وبالعكس، إذا أرادت الدولة زيادة قيمة العملة أو وجود مشاكل اقتصادية في الأسواق تعمل الدولة بواسطة البنك المركزي على زيادة نسبة النقد الإلزامي فعندها تقل كمية النقد في البنوك فيقلل الاقتراض من البنوك فيؤدي إلى تقليل كمية النقد في الأسواق فتقل القوة الشرائية في الأسواق ينتج عن ذلك زيادة قيمة العملة.